# Jerzy Radziwiłł (kardynał)
Jerzy Radziwiłł herbu Trąby (ur. 31 maja 1556 w Łukiszkach koło Wilna, zm. 21 stycznia 1600 w Rzymie) – polski duchowny rzymskokatolicki, biskup koadiutor wileński w latach 1574–1579, biskup diecezjalny wileński w latach 1579–1591, biskup diecezjalny krakowski w latach 1591–1600, kardynał prezbiter od 1583, pamiętnikarz, kanclerz Akademii i Uniwersytetu Wileńskiego Towarzystwa Jezusowego w latach 1581-1590.

## Życiorys
Był synem Mikołaja Radziwiłła Czarnego wojewody wileńskiego. Uczył się w szkołach kalwińskich w Wilnie i Nieświeżu. Był dworzaninem króla Zygmunta Augusta. W 1571 wyjechał na studia do Lipska. Studiował tam do roku 1573. Następnie udał się z bratem Mikołajem Krzysztofem Radziwiłłem Sierotką, jako dworzanin, do Francji w poselstwie po wybranego w wolnej elekcji króla Henryka Valois. W 1574 w obecności księdza Piotra Skargi przyjął katolicyzm. Na dalsze studia wyjechał do Rzymu, gdzie uczył się prywatnie zaś potem w papieskiej uczelni Gregorianie. Na przełomie 1577 i 1578 odbył pielgrzymkę do grobu św. Jakuba w Santiago de Compostela. W latach 1575–1581 przebywał we Włoszech i w Hiszpanii.
W 1581 już jako biskup został ostro potępiony przez króla Stefana Batorego za incydent z konfiskowaniem i paleniem ksiąg protestanckich w Wilnie.
12 stycznia 1582 r. założył Seminarium Diecezjalne w Wilnie.
W 1583 przyjął: 10 kwietnia święcenia kapłańskie, 26 grudnia sakrę biskupią, a 12 grudnia otrzymał kapelusz kardynalski. W 1586 już jako biskup wileński (wcześniej koadiutor wileński od 18 grudnia 1574, biskup od 31 grudnia 1579). W latach 1583–1586 reprezentował króla Stefana Batorego w Inflantach. W 1586 roku pojechał ponownie do Rzymu aby odebrać z rąk papieża Sykstusa V kapelusz kardynalski. W 1587 roku podpisał elekcję Maksymiliana III Habsburga. W 1589 jako ambasador wraz z wojewodą krakowskim Mikołajem Firlejem odbył poselstwo do cesarza Rudolfa II Habsburga, w celu zaprzysiężenia pokoju zawartego z I Rzecząpospolitą. Jako dyplomata zasłynął także poselstwem do Rzymu w 1591 roku, zaś w drodze powrotnej reprezentował Stolicę Apostolską jako legat Klemensa VIII na ślubie Zygmunta III z Anną styryjską. Jako kardynał wziął udział dwukrotnie w konklawe (1591 wybór Innocentego IX i rok później Klemensa VIII). Miał tytuł kardynał prezbiter kościoła San Sisto Vecchio.
9 sierpnia 1591 otrzymał przeniesienie na stolicę biskupią do Krakowa, gdzie Zygmunt III Waza mianował go biskupem krakowskim. W kościele krakowskim wprowadzał reformy Soboru Trydenckiego, w 1592 zwołał synod diecezjalny. Najbardziej zasłynął, zakrojoną na szeroką skalę, akcją wizytacyjną na terenie diecezji krakowskiej. Uczestniczył w przygotowaniu unii brzeskiej. Obiecał przekazać znaczne fundusze na budowę kościoła św. Piotra i Pawła w Krakowie dla zakonu jezuitów. Zaproszony do Rzymu na obchody roku jubileuszowego 1600 zmarł w trakcie ich trwania. Pochowany został w rzymskim kościele Il Gesù, gdzie w prawej nawie znajduje się poświęcona mu marmurowa tablica w posadzce, przy kaplicy Serca Jezusowego. Dopiero w 1900 rodzina ufundowała pomnik kardynała Radziwiłła w bazylice wawelskiej. Autorem rzeźby jest Pius Weloński, znajduje się ona w kaplicy Ofiarowania NMP, zwanej inaczej kaplicą Szafrańców. W polityce występował jako stronnik Habsburgów, zasłynął dziełami pobożności i miłosierdzia.

## Twórczość
Jest autorem „Diariusza podróży do Włoch w 1575 roku”. Pamiętnik łaciński wydał Wierzbowski w 1899.

### Ważniejsze utwory
- Pamiętnik… z 1556–1575, wyd. T. Wierzbowski, Warszawa 1899[8], Biblioteka Zapomnianych Poetów i Prozaików Polskich XVI–XVIII w., zeszyt 12 (opis w jęz. łacińskim przyłączenia Inflant do Polski)
- Dziennik podróży do Włoch… w 1575 r. (w jęz. łacińskim), wyd. H. Barycz, Kwartalnik Historyczny 1935; rękopis-kopia: Biblioteka Czartoryskich nr 2242, s. 369–379

### Listy i materiały
- Listy do papieża, nuncjusza (Possewina?) i Sekretariatu Stanu z lat 1575–1591, rękopisy Archiwum Watykańskie (wiadomość podał P. Savio „De actis Nuntiaturae Poloniae quae partem Archivi Secretariatus Status constituunt”, Watykan 1947, Studia Teologiczne XIII, s. 104–106, 121
- Pojedyncze listy z lat 1582–1583 do A. Bolognettiego i A. Possewina, wyd. E. Kuntze i C. Nanke, Monumenta Poloniae Vaticana, t. 5 (1923/1933); E. Kuntze Monumenta Poloniae Vaticana, t. 6 (1938)
- Do S. Sokołowskiego, dat. 2 sierpnia 1583 z Rygi, wyd. F. Bracha „Nauka S. Sokołowskiego o znamionach prawdziwego Kościoła”, Nasza Przeszłość 1947, t. 2, s. 133
- Listy z lat 1587–1597 do księcia Mantui, rękopisy Archivio di Stato w Mantui (wiadomość podał E. Czapski „Documents polonais dans les archives des Gonzagues à Mantoue”, Antemurale (Rzym), t. 3 (1956)
- Pojedyncze listy z lat: 1578, 1581–1583 od: Stefana Batorego, A. Bolognettiego, Grzegorza XIII, wyd.: L. Boratyński Monumenta Poloniae Vaticana, t. 4 (1915); E. Kuntze i C. Nanke, Monumenta Poloniae Vaticana, t. 5 (1923/1933); E. Kuntze Monumenta Poloniae Vaticana, t. 6 (1938)
- Kilkanaście listów z lat 1578–1585 od J. Zamoyskiego, ogł. W. Nehring „Listy Jana Zamoyskiego do Radziwiłłów od roku 1574–1602”, Kwartalnik Historyczny 1890
- Od P. Skargi, dat. 13 stycznia 1588 z Krakowa, wyd. W.A. Maciejowski Piśmiennictwo polskie, t. 3 dod., Warszawa 1852, s. 181–183
- Od Zygmunta III, dat. 18 lipca z Krakowa, 14 grudnia 1588 z Janowca, wyd. J. U. Niemcewicz Zbiór pamiętników historycznych o dawnej Polszcze, t. 2, Warszawa 1822, s. 466–469
- Od Zygmunta III, dat. 11 marca 1592 z Krakowa, wyd. T. Wierzbowski Materiały do dziejów piśmiennictwa polskiego, t. 1, Warszawa 1900, s. 301–302
- List od Garsias Alabianusa, dat. w Krakowie 4 czerwca 1595 oraz 3 dokumenty dot. wizytacji biskupich z lat 1594–1599, ogł. F. Machay Działalność duszpasterska kardynała Radziwiłła, biskupa krakowskiego (1591–1600), Kraków 1936 dod.
- wiadomości o listach i materiałach zob.: F. Machay Działalność duszpasterska kardynała Radziwiłła, biskupa krakowskiego (1591–1600), Kraków 1936 dod.; O. Halecki „From florence to Brest (1439–1596)”, Sacrum Poloniae Millennium, t. 5 (1958)